# Agung
Agung je aktivní stratovulkán nacházející se na východním konci indonéského ostrova Bali. Jeho severozápadní okraj se nachází nedaleko kaldery Batur, severní a jižní úpatí zasahují až k moři. S výškou 3031 m n. m. se jedná o nejvyšší bod ostrova.
Erupce mezi lety 1963–1964 byla jednou z nejsilnějších ve 20. století. Její síla na indexu vulkanické aktivity odpovídala stupni VEI 5. Objem vyvrhnuté lávy přesáhl 10 mil. m³, objem tefry byl dokonce desetkrát vyšší. Vyvrženo bylo také množství sopečných plynů, ze kterých vzniklo okolo 16 až 30 megatun aerosolu kyseliny sírové. Početné pyroklastické proudy a lahary zničily široké okolí sopky a vyžádaly si i oběti na životech.
V září 2017 se sopka začala opětovně probouzet. Indonéské úřady z jejího okolí preventivně evakuovaly tisíce lidí. K několika erupcím sopky došlo na konci listopadu 2017. Erupční sloupec vystoupal do výšky přes 6 kilometrů. Podle některých vědců existovala šance, že hlavní erupce by mohla být stejně silná jako ta v roce 1963, kdy zemřelo více než tisíc lidí a snížila teplotu na Zemi o 0,2 až 0,3 stupňů Celsia. Nakonec k ní nedošlo. Konec erupce 2017–2019 nastal v červnu 2019 a její síla dosáhla "jen" VEI 3. Od té doby je Agung nečinná. 